# 三多桥 (武汉市)
三多桥，位于中华人民共和国湖北省武汉市蔡甸区大集街道，是一座始建于明末清初的古桥。现为武汉市文物保护单位。

## 桥梁概述
三多桥为一座单孔石拱桥，桥型俯瞰呈“S”形，长23米，宽3米，中孔跨达2.5米，桥面两侧还有石望柱栏板，两侧各5处共计10处。桥梁原名“黄土坡石桥”，当地人又称之“梦桥”，时下名称“三多”来自当地人对“福禄寿”的企盼追求。整座桥横跨莲溪港之上，具体的建造年代已不可考，目前年代为蔡甸区（原汉阳县）文管所根据桥梁石材与造型的推断:509。

## 文物保护
1998年5月27日，古桥被武汉市人民政府公布为第四批武汉市文物保护单位。
桥梁的保护范围：东至桥东侧外20米，南至桥南端外20米，西至桥西侧外20米，北至桥北端外20米。
桥梁的建设控制地带：四周均至保护范围外50米。

## 图集

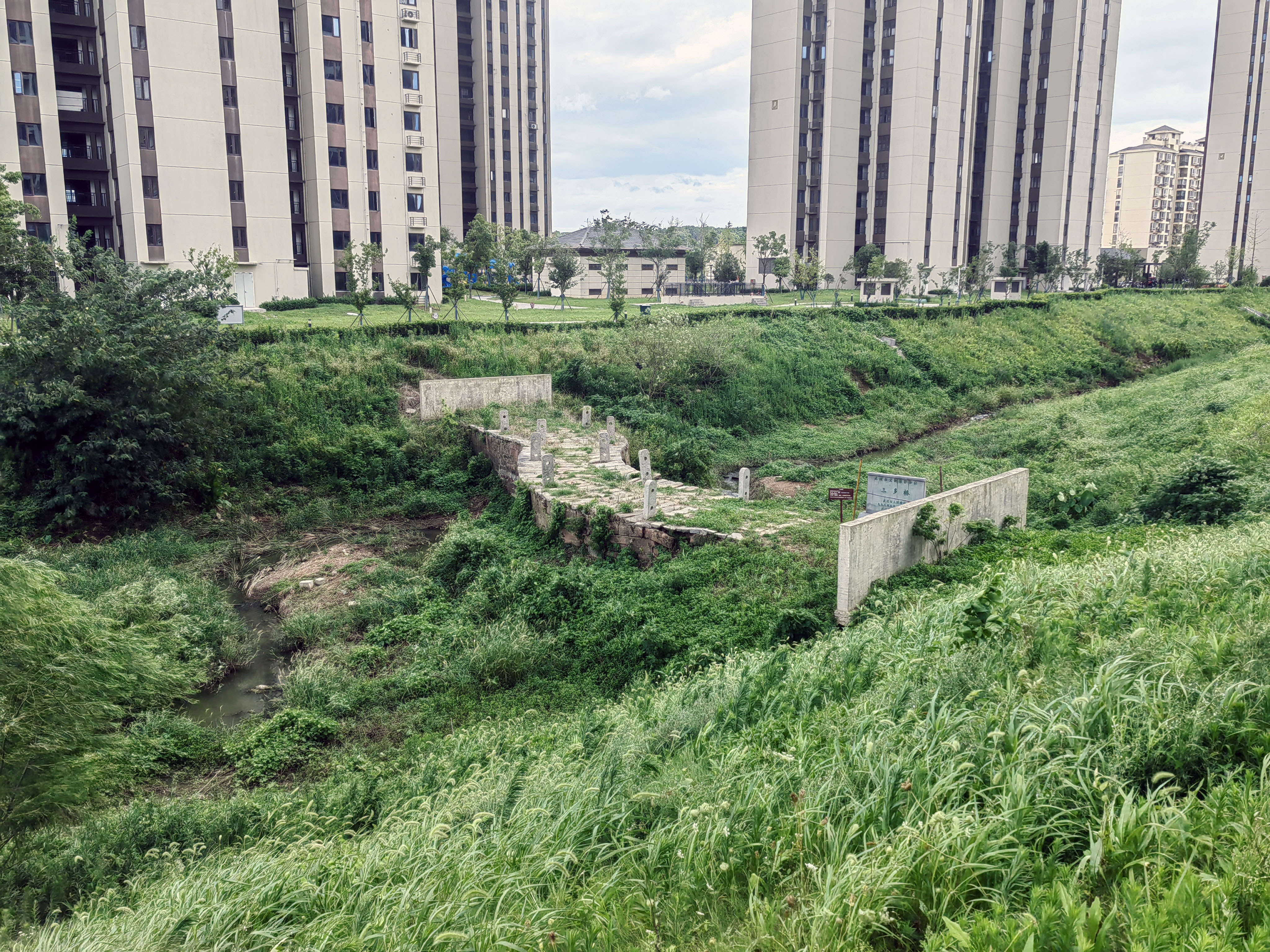
东面望向桥梁